# B. Osmonov-College Kotschkor-Ata
Das B. Osmonov-College Kotschkor-Ata ist ein College in der kirgisischen Stadt Kotschkor-Ata. Es gehört zur Staatlichen Universität Dschalal-Abad.

## Geschichte
Auf Beschluss des Ministeriums für elektronische Industrie der UdSSR wurde das College im Jahr 1981 als Technische Abendhochschule Kotschkor-Ata für Technische Geräte gegründet. Erster Leiter war Abdybaky Mamanow, der es bis 1997 leitete. Im Oktober 1981 nahm das College die ersten Studierenden auf, anfangs waren es 70. Noch im selben Jahr wuchs die Anzahl auf 88. Die erste Aufnahmeprüfung fand in russischer Sprache und Literatur statt. Die ersten Studierenden schlossen 1985 ab. Nach der Unabhängigkeit Kirgisistans von der Sowjetunion wurde das College grundlegend umstrukrutiert. 1993 wurde es Teil der Staatlichen Universität Dschalal-Abad und wurde in Technisches College Kotschkor-Ata umbenannt. 2008 folgte die letzte Namensänderung.
| Jahr | Anzahl |
| ---- | ------ |
| 1991 | 43     |
| 1992 | 13     |
| 1993 | 68     |
| 1994 | 40     |
| 1995 | 28     |
| 1996 | 89     |
| 1997 | 22     |
| 1998 | 17     |
| 1999 | 77     |
| 2001 | 116    |
| 2002 | 119    |
| 2003 | 149    |
| 2004 | 13     |
| 2005 | 237    |
| 2006 | 455    |